# Babilonska mitologija
Babilonska mitologija je skup drevnih priča stanovnika grada Babilona, te je dio mezopotamske mitologije. 

## Božanstva
Babilonci su, kao i drugi Mezopotamci, vjerovali da su bogovi stvorili svemir i ljude, na svoju sliku, kako bi bili njihove sluge, ali su ih napustili zbog njihove mnogobrojnosti.
Bogovi vladaju ljudima kao kneževi nad podanicima. Izgledom i karakterom podsjećaju na ljude, no ljudi ih se boje i prema njima osjećaju strahopoštovanje. 
Bogovi se dijele na dvije grupe:
- Annunaki - glavni, vrhovni bogovi,
- Igigi - bogovi-sluge.

Glavna babilonska božanstva:
- Enlil - bog koji je prije bio kralj svemira,
- Enki - najpametniji bog,
- Ištar - božica rata, ali i ljubavi,
- Marduk - bog koji je postao kralj svemira i zaštitnik Babilona.

## Stvaranje svemira
Tekst na glinenim pločicama, zvan Ep o stvaranju, donosi priču o stvaranju svemira, Zemlje, bogova i ljudi.
Na početku vremena, postojali su Apsu - slatka voda, muški element, i njegova sestra-žena Tiamat - more, ženski element. Oni ispunjavahu svemir svojim vodama. Dobili su dvoje djece: Lahmua i Lahamu, koji bijahu divovske zmije. Kad su se vjenčali, dobili su Anšara, boga neba i Kišar, božicu Zemlje, koji su se sreli na obzoru, i postali roditelji Anua, novog boga neba i Ki, nove božice Zemlje. Oni su se također vjenčali, i izrodili su Annuake, velike bogove, među kojima su Enlil i Enki. Enki je s Božicom Majkom dobio sina Marduka. 
Zbog buke koju su stvarali njegovi potomci, Apsu je bio ljutit te ih je htio pobiti. Ali mudri Enki je to otkrio, pa ga je uspavao i ubio. To je razbjesnilo Tiamat, koja ionako iznervirana bukom, odluči uništiti bogove. Ona rodi čudovišta, zmajeve, nakaze, ljude-škorpione, i pošalje ih u napad.
Marduk predloži bogovima da će ih spasiti, ali samo ako on tada postane vladar svega. Bogovi mu to dopuste. Marduk se uspne na kola u koja su bila upregnuta četiri konja koja se nikad nisu mogla umoriti. Naoruža se velikom mrežom i vjetrovima koji predstavljaju strane svijeta, te krene u napad na svoju pra-prabaku, Tiamat. On uhvati Tiamat i njezina stvorenja u svoju mrežu. Ubije Tiamat i čudovišta. Pomoću divovskog Tiamatinog tijela stvori svijet. Njezine suzne oči postadoše izvori Eufrata i Tigrisa, rijeka dobročiniteljica. Od polovice tijela nastalo je nebo, koje je smješteno nad Zemlju. Od Tiamatinih jetara nastao je Mjesec, koji je postavljen na nebo, dok su ostaci Apsua stavljeni u podzemlje, gdje su postali slatka podzemna voda, koja natapa rijeke svijeta. Mardukov otac Enki postane vladar te vode, jer je on ubio Apsua. 
Marduk postane kralj bogova i svijeta, te sagradi Babilon - "hram velikih bogova". 

## Stvaranje ljudi
Igigi su oblikovali lice Zemlje, ali su se pobunili protiv napornog rada, jer su i sami bogovi. Tada su se Annunaki našli u neprilici, pa su smislili rješenje - treba stvoriti nova bića, koja će za njih raditi. Enki je ljude stvorio od gline, koju je umočio u krv žrtvovanog boga Kingua. Tu je smjesu on dao božici Nintu, koja ju je rasporedila u 14 posuda: sedam za muškarce i sedam za žene. Nakon devet mjeseci, ljudi od gline su oživjeli, a Nintu je, kao njihova stvoriteljica, prozvana Mama ili Mami.